# Saint-Aubin-d'Aubigné
Saint-Aubin-d'Aubigné (bretonsko Sant-Albin-Elvinieg) je naselje in občina v severozahodnem francoskem departmaju Ille-et-Vilaine regije Bretanje. Leta 2012 je naselje imelo 3.500 prebivalcev.

## Geografija
Kraj leži v pokrajini Bretaniji ob reki Illet, 20 km severovzhodno od Rennesa.

## Uprava
Saint-Aubin-d'Aubigné je sedež istoimenskega kantona, v katerega so poleg njegove vključene še občine Andouillé-Neuville, Aubigné, Chevaigné, Feins, Gahard, Melesse, Montreuil-le-Gast, Montreuil-sur-Ille, Mouazé, Romazy, Saint-Germain-sur-Ille, Saint-Médard-sur-Ille, Sens-de-Bretagne in Vieux-Vy-sur-Couesnon s 23.321 prebivalci.
Kanton Saint-Aubin-d'Aubigné je sestavni del okrožja Rennes.

## Zanimivosti
- grad Château de Saint-Aubin iz 15. in 19. stoletja,
- neogotska cerkev sv. Albina iz konca 19. stoletja.